# Wolfgang Trapp
Wolfgang Trapp (* 1. August 1957 in Hattersheim am Main) ist ein ehemaliger deutscher Fußballspieler. Er bestritt insgesamt 189 Bundesligaspiele und schoss dabei 12 Tore.

## Leben und Karriere
Trapp stammt aus Hattersheim am Main und kam über die Jugend und die Amateure der Frankfurter Eintracht in der Hinrunde der Bundesligasaison 1977/78 zu seinen ersten beiden Einsätzen in der Profimannschaft. Am 8. November 1978 kam er zu einem Einsatz in der deutschen Fußballnationalmannschaft der Amateure beim Länderspiel in Den Haag gegen Holland. Die Eintracht zählte in diesen Jahren zu den besten Vereinen in Deutschland und gewann 1980 den UEFA-Pokal und 1981 den DFB-Pokal. In der mit erfahrenen Spielern wie Grabowski, Pezzey, Körbel, Nickel und Neuberger gespickten Mannschaft konnte sich der junge Abwehrspieler Trapp in seinen ersten vier Profijahren nie auf Dauer in die Stammelf spielen und absolvierte nur wenige Spiele über die volle Spielzeit.
Während der laufenden Saison 1981/82 wechselte Trapp zum SV Darmstadt 98. Dort eroberte er auf Anhieb einen Stammplatz und wurde unter Trainer Manfred Krafft zum Spielführer der „Lilien“. Nach dem Abstieg in die 2. Bundesliga blieb er dem Verein für ein weiteres Jahr treu. Danach folgte er dem Ruf von Lothar Buchmann, unter dem er bereits bei der Eintracht gespielt hatte, und wechselte im Sommer 1983 zu den Offenbacher Kickers, die gerade in die Bundesliga aufgestiegen waren. Trapp entwickelte sich auch beim OFC zu einer der Stützen der Mannschaft und erzielte als defensiver Mittelfeldspieler in der Bundesligaspielzeit 1983/84 in 32 Einsätzen fünf Tore. Die Kickers konnten allerdings die Klasse nicht halten, doch wie schon zwei Jahre zuvor in Darmstadt blieb Trapp dem Verein auch nach dem Abstieg erhalten. Er kam allerdings mit dem neuen Trainer Fritz Fuchs nicht zurecht und wurde von diesem sogar kurzzeitig aus dem Kader ausgeschlossen. Noch vor Abschluss der Hinrunde der Zweitligasaison 1984/85 verließ Trapp den Verein im November 1984 und schloss sich dem Ligakonkurrenten Union Solingen an. Die Solinger, von Experten als „Elf der Namenlosen“ tituliert, erreichten unter Eckhard Krautzun in dieser Runde einen sechsten Platz und im DFB-Pokal das Viertelfinale.
Es war erneut Lothar Buchmann, der Trapp an seine nächste fußballerische Station berief. Buchmann hatte im März 1985 den abstiegsbedrohten Bundesligisten Karlsruher SC übernommen. Den Abstieg hatte er zwar nicht mehr verhindern können, in der Zweitligasaison 1985/86 sollte er aber für einen Neuaufbau der Mannschaft sorgen. Neben Trapp standen in dieser Spielzeit mit Bogdan, Lars Schmidt, Pilipovic sowie den KSC-„Eigengewächsen“ Kreuzer und Schütterle fünf neue Spieler im Kader, die den Verein als Leistungsträger in den darauf folgenden Jahren in der Bundesliga etablieren sollten. Die umformierte Mannschaft benötigte in diesem ersten Jahr einige Zeit, bis sie gute Leistungen zeigte, so dass bereits frühzeitig absehbar war, dass ein direkter Wiederaufstieg nicht in Frage kam. Interne Unstimmigkeiten zwischen Trainer und Vorstand sorgten dafür, dass Buchmann noch vor Ende der Saison ging. Trapp jedoch blieb bei den Badenern, die ab der neuen Saison 1986/87 von Winfried Schäfer trainiert wurden. Unter Schäfer gelang dem KSC der Aufstieg in die Bundesliga, und Trapp gehörte mit 34 Einsätzen (3 Tore) ebenso zu den Stützen der Mannschaft wie in den ersten Bundesligaspielzeiten. Im Verlauf des Jahres 1990 wurde der inzwischen 32-jährige jedoch von Trainer Schäfer immer seltener für die Anfangself berücksichtigt und kam schließlich am 8. Spieltag der Saison 1990/91 zu seinem letzten Einsatz in der Bundesliga. Gegner war der FC St. Pauli; die Mannschaft, gegen die er fast genau 13 Jahre zuvor, am 22. Oktober 1977, im Frankfurter Waldstadion sein Bundesliga-Debüt gefeiert hatte.
Insgesamt absolvierte Trapp 189 Bundesliga- und 109 Zweitligaspiele, in denen er 12 bzw. 16 Tore erzielte.